# バンクーバー (フリゲート)
バンクーバー（HMCS Vancouver, FFH 331）は、カナダ海軍のフリゲート。カナダ哨戒フリゲート計画により建造されたハリファックス級フリゲートの2番艦で、1993年に就役した。

## 概要
カナダ海軍の太平洋海上軍（MARPAC）に配備されており、艦名の由来となったブリティッシュコロンビア州バンクーバー島のエスクィマルト基地を母港とする。ハリファックス級としては、初めて太平洋側に配置された艦である。
2001年9月11日のアメリカ同時多発テロ以降、本艦を含むハリファックス級フリゲートは、中東におけるカナダ海軍の反テロ作戦の主要戦力となっており、アメリカ海軍の空母戦闘群の一部として行動するなどしている。カナダ海軍はアメリカ海軍と専門用語、通信機器、運用手順などについて相互運用性を確保しており、全てのカナダ海軍の艦艇で、対となるアメリカ海軍の艦艇と共同作戦が比較的容易に可能である。
カナダ海軍の同名の艦艇としては、戦間期に就役したバンクーバー (ソーニクロフトS型駆逐艦)、第二次世界大戦中に就役したフラワー級コルベットのバンクーバー（HMCS Vancouver, K225）に続いて3隻目である。

## 艦歴
ニューブランズウィック州セントジョンのセントジョン造船所で1988年5月19日に起工され、1989年7月8日に進水、その後、1993年8月23日に就役した。なお、2番艦の本艦より約1ヵ月早く、4番艦のトロント（HMCS Toronto, FFH 333）が就役している。
2001年10月29日、アポロ作戦に参加するためアラビア海へ展開、不審な船舶の確認、逃亡者の脱出や密輸を防止するための臨検などを行った。作戦中、戦闘に遭遇することはなかったが、漂流していたダウ船を発見、救援した。ダウ船は約1週間飲まず食わずで漂流していたため、45名の乗客および乗組員は脱水症状にかかっていたが、本艦から提供された応急処置、食料と水、技術的支援により航海を再開した。2002年5月28日、他の艦に任務を引き継ぎ帰投した。
2003年、オレゴンを訪問した。また、就役10周年を記念してバンクーバーを訪問した。
2011年7月10日、2011年リビア内戦に対する北大西洋条約機構（NATO）のユニファイド・プロテクター作戦（カナダ軍名モバイル作戦）に参加するため、エスクィマルト基地を出港した。出港の際、ボイラーで小規模な火災が発生、すぐに検知され鎮火されたが、出港が1時間遅れた。本艦は3月から作戦海域で哨戒任務についていた同型艦のシャーロットタウン（HMCS Charlottetown, FFH 339）と交代、作戦に参加した。11月15日、ユニファイド・プロテクター作戦の終了により、本艦はアクティブ・エンデバー作戦に移行した。その後、2012年1月10日まで作戦に従事した後、母港へ帰投した。
2013年5月6日、2014年5月まで18ヵ月間をかけて、HCM/FELEX（Halifax Class modernisation programme / frigate life extension）計画に基づいた中間寿命改修および近代化を行うため、シースパン・マリン・コーポレーションのビクトリア造船所に引き渡された。 この改装により、新たな電子システムが導入され、新型の指令管制システム、複合レーダー、二次監視レーダー、シリウス長距離赤外線捜索追尾システムが追加され、艦内通信システム、電子戦システムが更新された。兵装システムも更新され、ボフォース57mm砲はBAEシステムズによりMk 3にアップグレードされた。また、ソフトキルの自己防護システムとして、センサーの情報に基づいて自動で対抗手段を放出するMASSが装備された。
2015年10月、同型艦のカルガリー（HMCS Calgary, FFH 335）、ヴィクトリア級潜水艦シクティミ（HMCS Chicoutimi, SS 879）とともに、カリフォルニア沖で行われたアメリカ海軍の演習に参加した。
2016年4月、本級の地上攻撃能力を強化するために導入される、ハープーンミサイル ブロックIIのテストベッドとなり、発射試験が行われた。
同年6月、同型艦のカルガリー、キングストン級哨戒艇サスカトゥーン（HMCS Saskatoon, MM 709）およびイエローナイフ（HMCS Yellowknife, MM 704）とともに環太平洋合同演習に参加するため、エスクィマルト基地を出航した。
2022年6月29日から8月4日にかけて、「ウィニペグ」とともにハワイ諸島及び同周辺海空域等において実施された米海軍主催多国間共同訓練（RIMPAC2022）に参加。その後、8月21日から29日にかけて、グアム島及び同周辺海空域において実施された日米豪韓加共同訓練（PACIFIC VANGUARD22）に参加し、海上自衛隊護衛艦「いずも」、「たかなみ」ほか、米海軍、オーストラリア海軍、韓国海軍の艦艇、航空機と各種戦術訓練を実施した。引き続き8月30日から9月7日にかけて、グアム周辺から南シナ海の訓練海空域において、日米加共同訓練（NOBLE RAVEN 22）に参加し、各種戦術訓練を実施した。
9月20日には、米海軍ミサイル駆逐艦「ヒギンズ」と共同で本艦が台湾海峡を通過したと米海軍第7艦隊が発表した。
また9月22日、防衛省は「カナダ海軍は、国連安保理決議により禁止されている北朝鮮籍船舶の瀬取りを含む違法な海上活動に対して、9月中旬にフリゲート「バンクーバー」を派遣し、2018年以降6度目となる警戒監視を開始した。」と発表した。
同年10月21日、「ウィニペグ」とともに海上自衛隊呉基地に寄港した。2隻はこれまで日本の近海で自衛隊やアメリカ軍と共同訓練を行ったほか、北朝鮮の船舶が洋上で物資を積み替える、「瀬取り」などの違法な海上活動の監視にあたってきた。今回は親善も兼ねて呉に24日まで寄港した。その後、「ウィニペグ」とともに海上自衛隊横須賀基地に入港し、海上自衛隊が実施した令和4年度国際観艦式に伴う「フリートウィーク」に参加し、一般公開を行い、11月6日には相模湾において挙行された令和4年度国際観艦式に参列した。
2023年8月21日から8月28日にかけて、フリゲート「オタワ」、補給艦「アステリクス」とともに千島列島東方から関東南方の訓練海空域において実施された日米加共同訓練（ノーブル・チヌーク）に参加し、海上自衛隊護衛艦「ひゅうが」、米海軍駆逐艦「ベンフォールド」と各種戦術訓練を実施した。8月28日に「オタワ」、「アステリクス」とともに海上自衛隊横須賀基地に入港し、9月1日に同港を出港した。同年9月上旬から11月上旬までの間、国連安保理決議により禁止されている北朝鮮籍船舶の「瀬取り」を含む違法な海上活動に対して、東シナ海を含む日本周辺海域において、カナダ海軍として2018年度以降8度目となる警戒監視活動を行った。

## ギャラリー

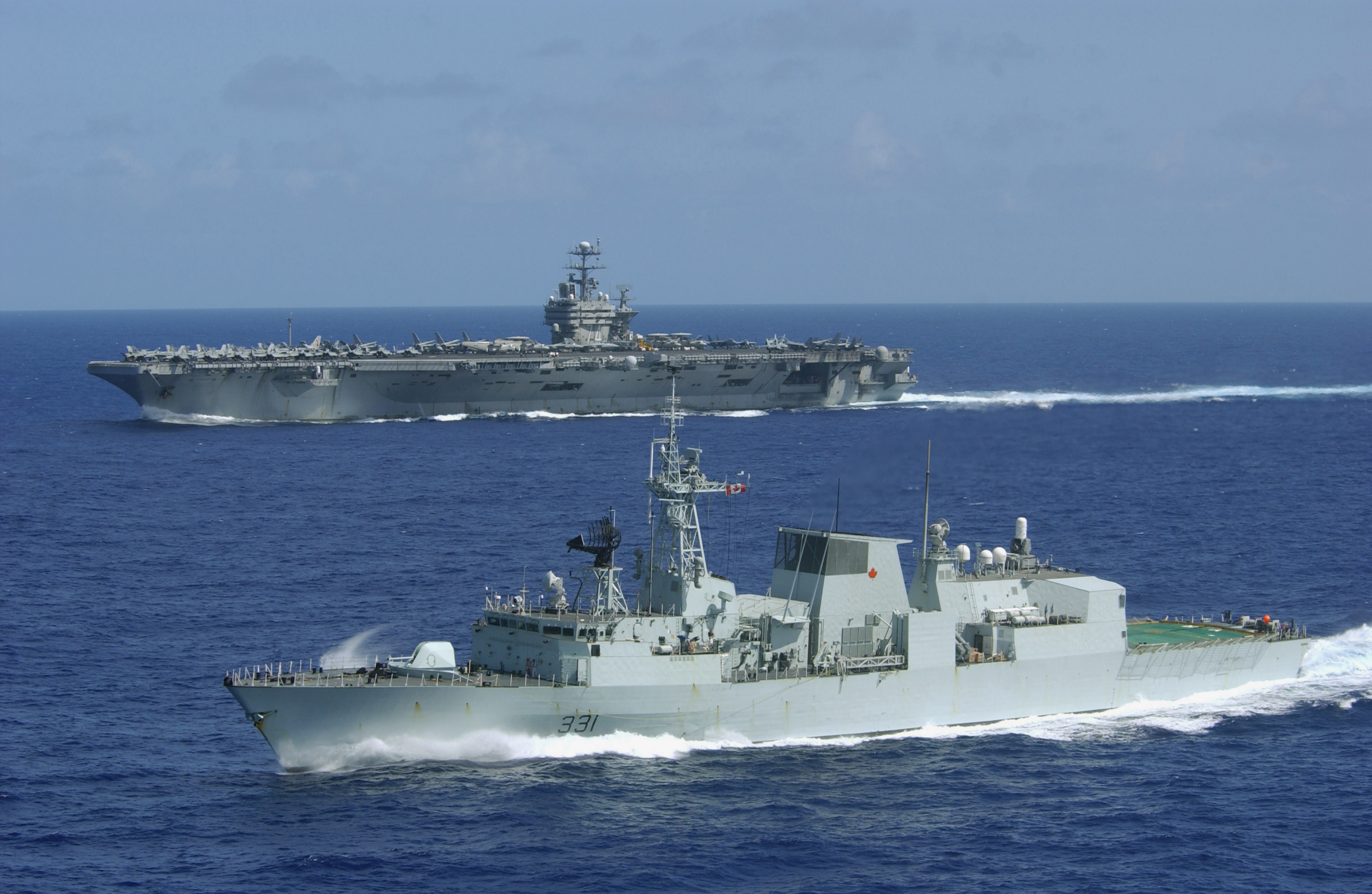
ジョン・C・ステニスと航行する「バンクーバー」（2002年）
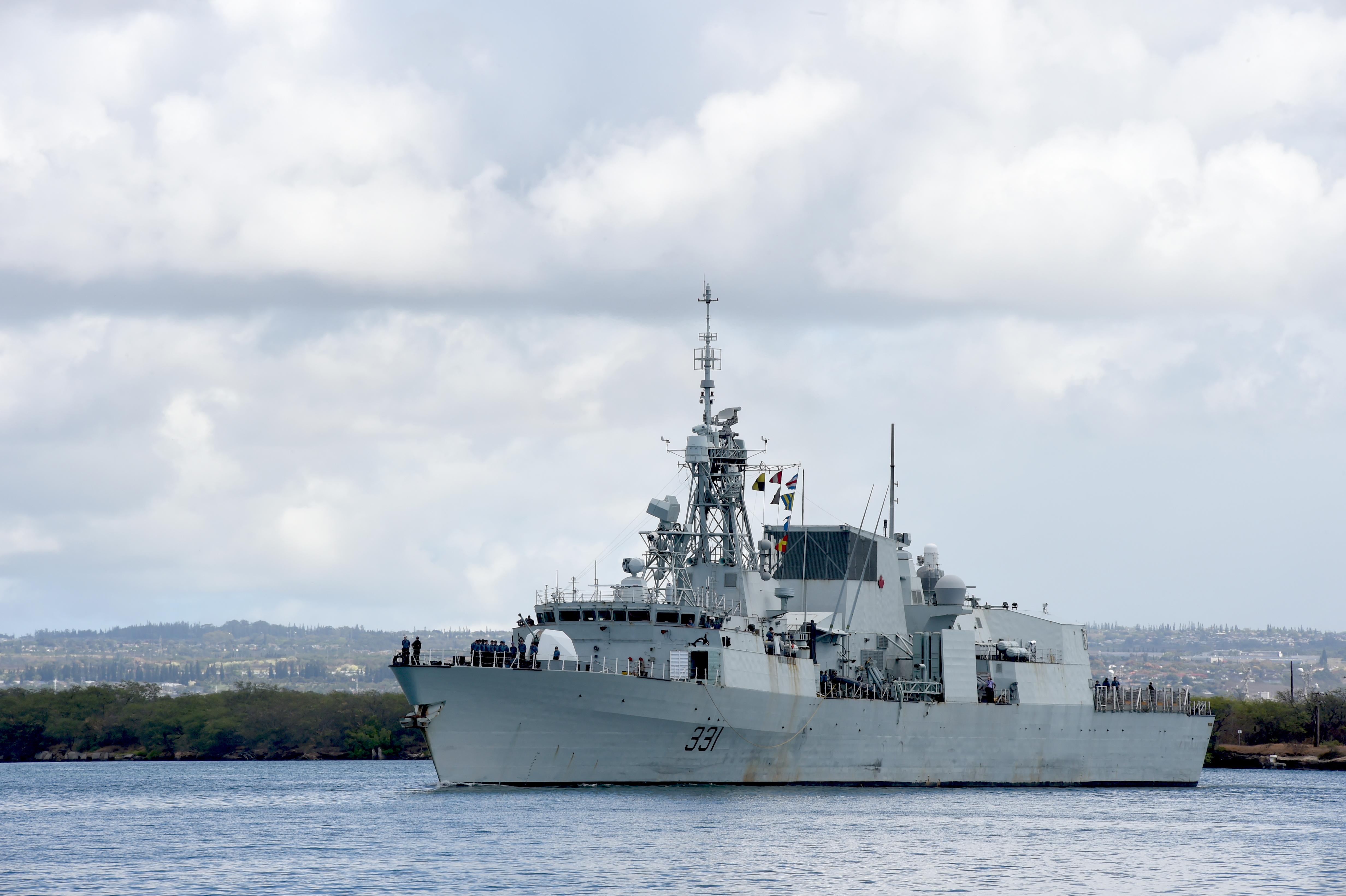
RIMPAC 2018に参加のためパールハーバーを出港する「バンクーバー」
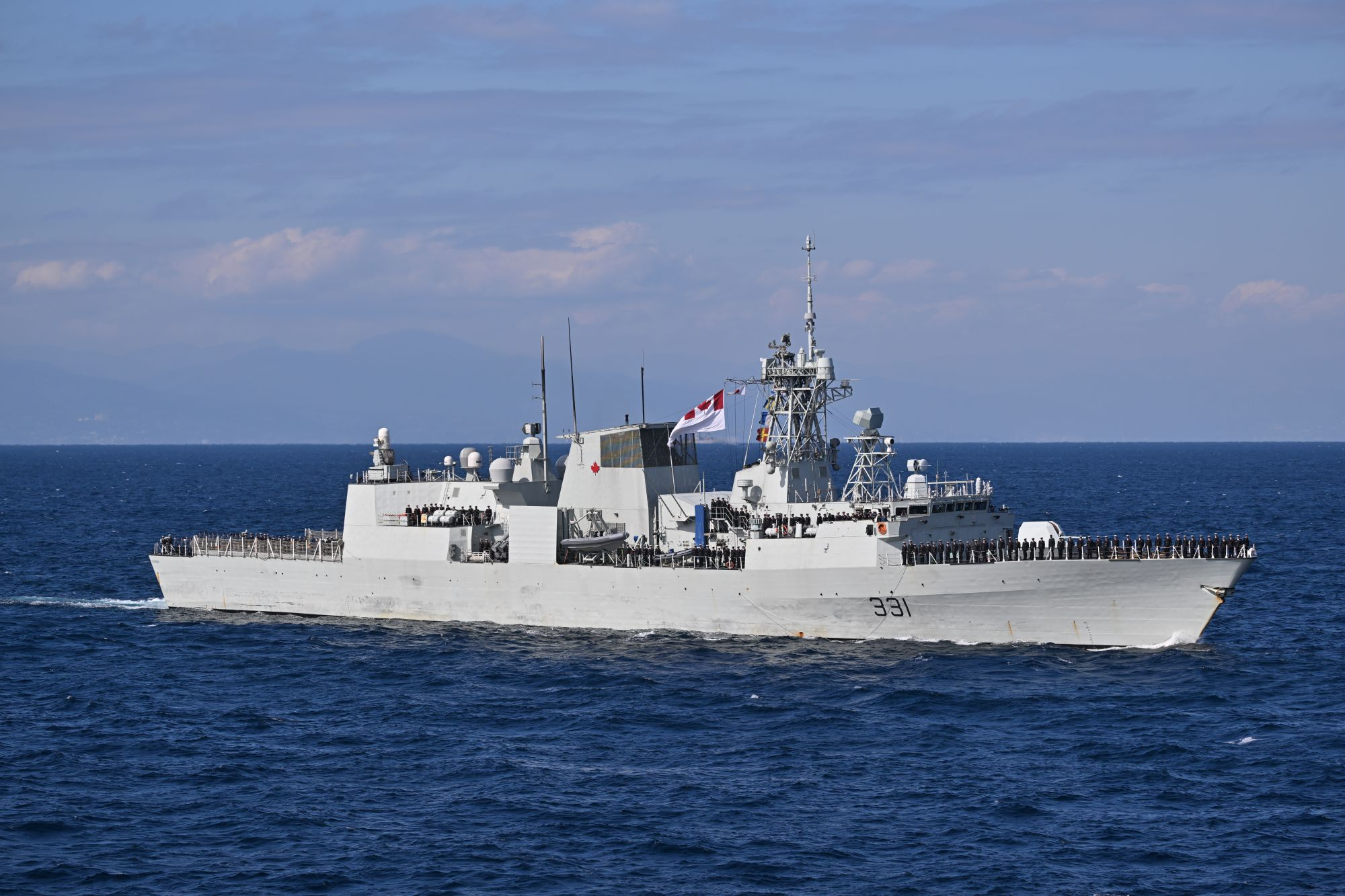
令和4年度国際観艦式に参加している「バンクーバー」
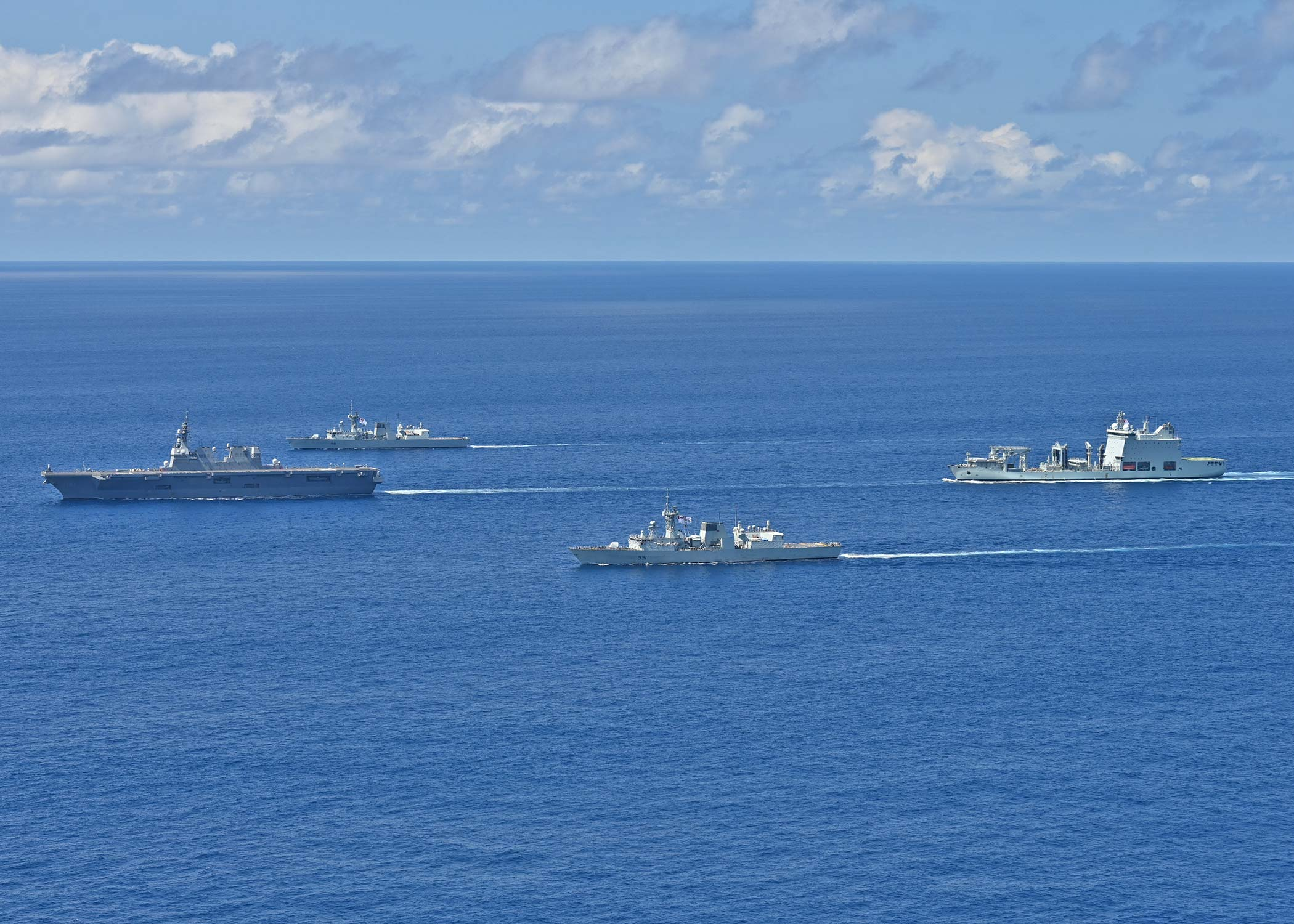
日米加共同訓練（ノーブル・チヌーク）に参加中の「バンクーバー」（手前）
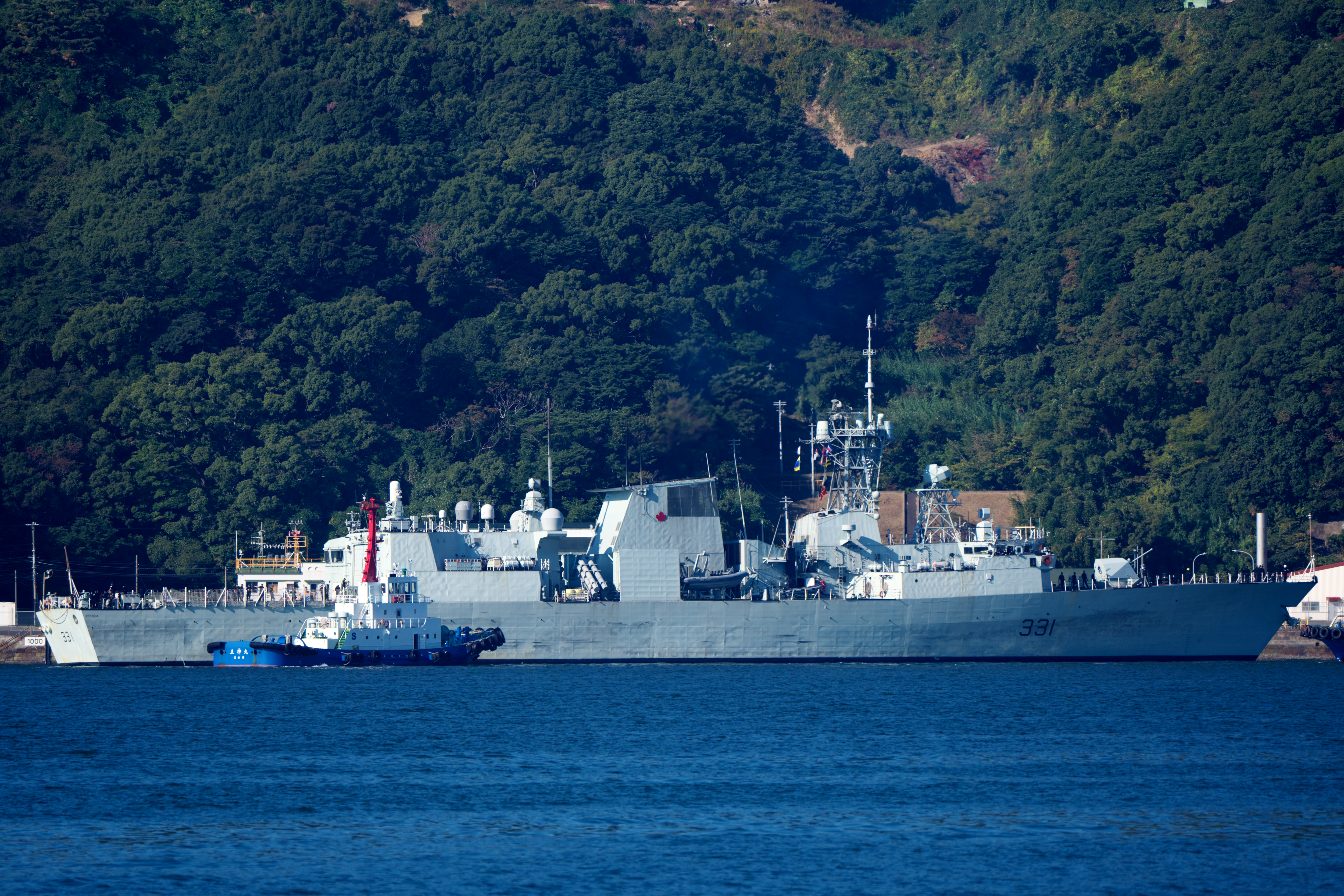
佐世保港入港中のバンクーバー
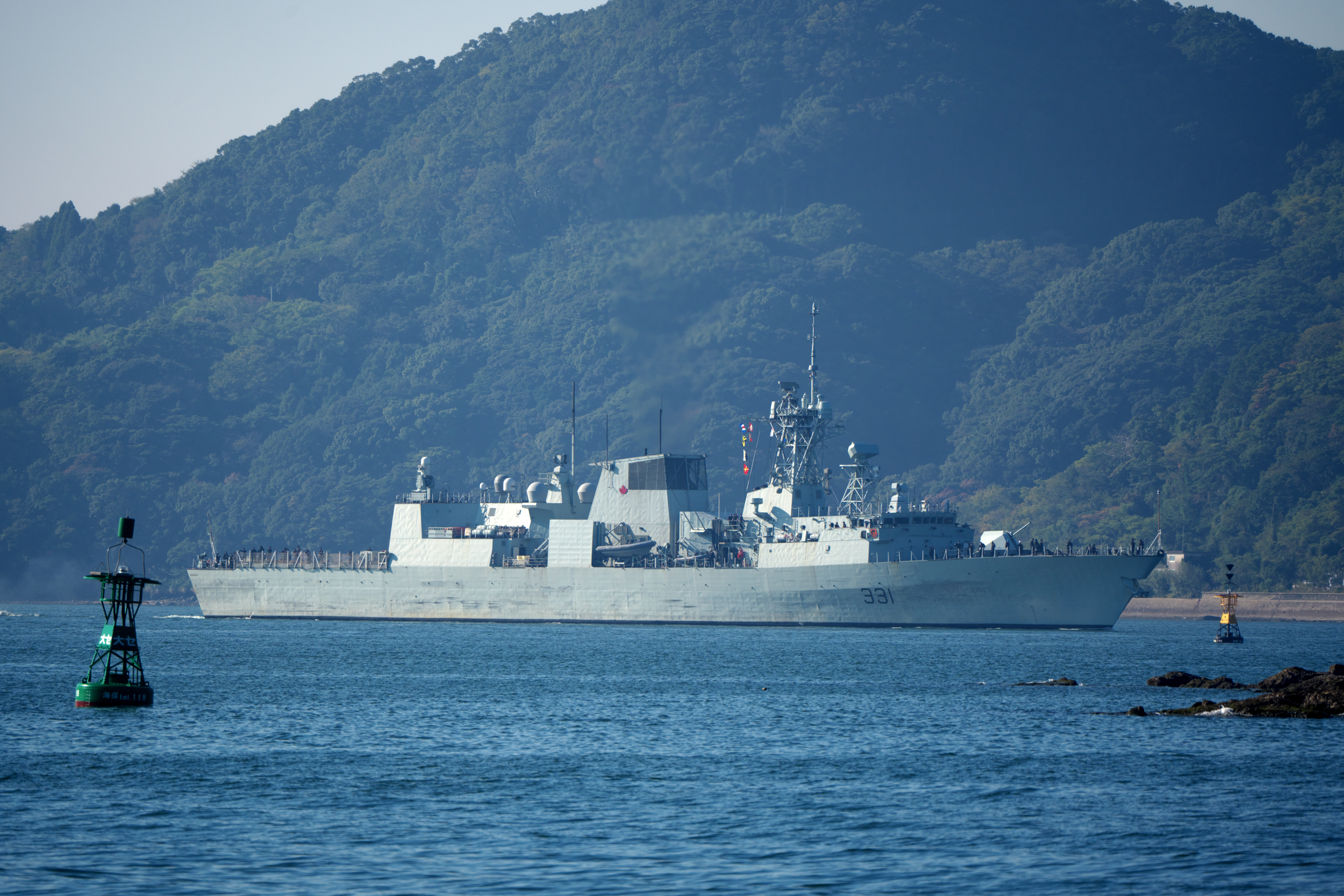
佐世保港入港中のバンクーバー